# 浮帶矽

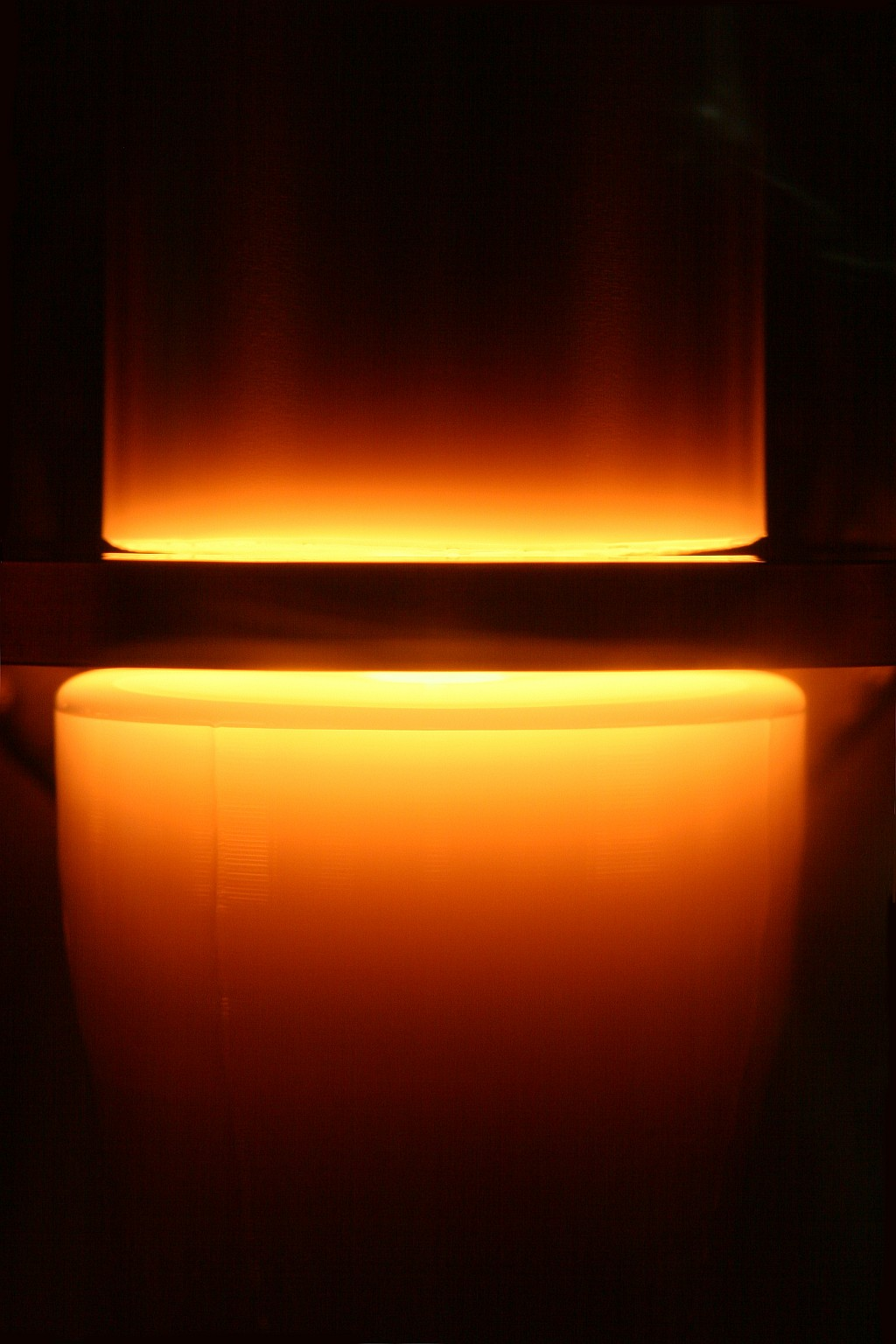
成長中的矽晶

浮帶矽（英語：Float-zone silicon）是利用垂直式區域熔煉技術所得到的高純度矽。先是1953年美國陸軍通訊兵團的科學家保羅·開克（Paul H. Keck，1908年6月28日－1963年4月8日）與馬塞爾·儒勒·埃都瓦·高萊以區域熔煉法製備出矽單晶。 後來又有1955年貝爾實驗室的Henry Theuerer改良威廉·加德納·普凡純化鍺的程序而開發出相關技術。在垂直式的區域熔煉裡，熔融矽有足夠的表面張力避免爐料固液分離，如此便可不用再加裝密閉容器防止矽被汙染。
若欲取得高純度的矽，浮帶矽製程是柴式拉晶法的替代方案。以此法精煉之矽可以做到碳、氧等雜質濃度極低。另一種雜質氮可以控制微小的晶體缺陷，而且有置換型固溶強化的效果，是故在晶體的成長階段常常人為刻意滲氮保留一點點氮雜質。
浮帶矽受限於成長時必須控制表面張力，所以製造出來的晶圓直徑通常不超過150毫米。一條超純電子級多晶晶棒通過一環射頻加熱線圈，在該晶棒上產生一小段熔融區長晶。一小顆晶種置於一端以啟始晶體成長。整個製程必須在通惰性氣體或在真空腔體吹淨中進行，盡可能避免汙染。因多數雜質在矽中的平衡分離係數小於1，故雜質往液態之熔融浮區移動被帶走。特殊摻雜技術如核心位置摻雜、小球摻雜、滲氣摻雜、中子轉化摻雜等等可以達成雜質濃度均勻一致。

## 應用
区域熔融法精煉出來的矽通常用在功率半导体器件以及光传感器或其他传感器的用途上。浮帶矽對太赫茲輻射具高通透性，故常被用來製造需要對太赫茲輻射有高通透性的光學元件如透鏡、窗等。